# Теоктист Новгородски
Свети Теоктист Новгородски је хришћански светитељ и архиепископ Новгородски. Пре него што је постављен за архиепископа Новгородског, био је игуман Благовештенског манастира у околини Новгорода. После смрти епископа Климента 1300. године, народ је изабрао Теоктиста за архиепископа, док га је митрополит Максим рукоположио. Као архиепископ подигао две цркве у Новгороду. Први храм је био посвећен Светим мученицима Борису и Глебу, а други светим оцима учесницима Првог васељенског сабора. Док је био архиепископ, основана је монашка обитељ на Валамском архипелагу (данас Валамски манастир). Године 1307. Теокист се повукао у Благовештенски манастир, где се као монах подвизавао до краја живота. У манастиру је преминуо 1310. године.
У хришћанској традицији се помиње да су се над његовим моштима догађала чудесна исцељења, тако да је 1664. године канонизован. Године 1786. његове мошти су пренесене у град Јурјев, где је архимандрит Фотије у градском храму саградио капелу у његову част.
Српска православна црква слави га 23. децембра по црквеном, а 5. јануара по грегоријанском календару.